# BanG Dream! (Anime)
BanG Dream! ist der Name einer seit 2017 produzierten Anime-Serie des gleichnamigen Franchise des japanischen Medienkonzerns Bushiroad. Die Animeserie besteht in der Hauptreihe aus derzeit drei Staffeln mit insgesamt 39 Episoden. Zudem wurden im Jahr mit Pastel Life und Girls Band Party! ☆ Pico zwei Ableger  mit sechs bzw. 26 Folgen produziert. Für letztgenannten Ableger wurde zwischenzeitlich eine zweite Staffel angekündigt.
Im Jahr 2019 wurde zudem ein 72-minütiger Kinofilm produziert. Bis 2022 sollen vier weitere Kinofilme produziert und veröffentlicht werden.

## Handlung
Die Geschichte dreht sich um die sorglose Oberschülerin Kasumi Toyama. Anfangs ist sie sehr aufgeregt als sie an einer namhaften Oberschule aufgenommen wird. In Wirklichkeit sucht sie nach dem „Star Beat“, einem funkelnden und mitreißenden Klang, den sie in ihrer Kindheit gehört hat als sie eines Nachts den Himmel beobachtete. Seither sucht sie konstant nach etwas, das ihren Geist aufrührt.
Eines Tages bemerkt sie auf dem Nachhauseweg von der Schule eine sternenförmige E-Gitarre mit glitzernden Stickern in einem Pfandhaus, das von den Eltern einer Mitschülerin betrieben wird. Ohne es zu wissen, entscheidet sie spontan, nachdem sie den Auftritt der Band Glitter☆Green gesehen hat, eine eigene Musikgruppe zu gründen. Sie rekrutiert in den vier Mitschülerinnen Sāya Yamabuki, Tae Hanazono, Rimi Ushigome und Arisa Ichigaya Mitglieder für ihre Band, obwohl diese anfangs Bedenken äußerten. Gemeinsam gründen sie die Gruppe Poppin'Party. Nachdem sie mehrere Hürden gemeistert und diverse persönliche Probleme überstanden haben, findet Kasumi schließlich das, was sie lange Zeit gesucht hat.

## Produktion

### Animeserie
Eine Animeproduktion wurde im Juli des Jahres 2016 für das folgende Jahr angekündigt. Die dreizehn Episoden umfassende erste Staffel der Serie wurde in Zusammenarbeit der Animationsstudios Issen und Xebec realisiert. Atsushi Ōtsuki, der bereits in Animeserien wie To-Love Ru: Darkness und Argvollen involviert war, übernahm die Regie in der ersten Staffel. Yuniko Ayana schrieb das Drehbuch für die Serie, Matsuko Hitta setzt das Charakterdesign in der Animeserie um. Noriyasu Agematsu und Junpei Fujita von Elements Garden komponierten die Serienmusik.
In einem dritten Trailer wurde angekündigt, dass die Serie am 21. Januar 2017 starten wird. Als Vorspannlied zur ersten Staffel wurde Tokimeki Experience der 2015 für das Franchise ins Leben gerufene Band Poppin’Party – bestehend aus den Synchronsprecherinnen der Anime-Charaktere Kasumi Toyama, Sāya Yamabuki, Tae Hanazono, Rimi Ushigome und Arisa Ishigaya – verwendet. Auch das Lied im Abspann, Sparkling Dreaming ~Sing Girls~, wurde von Poppin’Party gesungen. Das Staffelfinale lief am 22. April 2017.
Am 22. November 2017 wurde der siebten DVD-/Blu-ray-Disc eine Original Video Animation beigelegt. Diese wurde vorab der offiziellen Veröffentlichung auf DVD und Blu-ray in mehreren Kinosälen in ganz Japan gezeigt.
Eine zweite Staffel, die vom Studio Sanzigen produziert wurde, lief vom 3. Januar 2019 bis zum 28. März gleichen Jahres im japanischen Fernsehen. Kōdai Kakimoto übernahm von Atsushi Ōtsuki während der Rest des Produktionsteams beibehalten wurde. Als Vorspannlieder wurden Kizuna Music♪ von Poppin’Party und BRAVE JEWEL von Roselia, eine weitere fiktive Band aus dem BanG-Dream-Franchise, gewählt. Die beiden Stücke, die im Abspann zu hören sind heißen Jumpin’ und Safe and Sound, die ebenfalls von Poppin’Party und Roselia interpretiert wurden.
Die Produktion einer dritten Staffel wurde angekündigt und sollte ab Oktober 2019 im japanischen Fernsehen zu sehen sein, jedoch wurde der Ausstrahlungstermin auf 2020 verschoben, sodass die erste Episode am 23. Januar 2020 gesendet wurde. Poppin’Party steuerte mit Initial und Yume wo Uchinuku Shunkan ni! sowohl den Vorspann- als auch den Abspanntitel bei.
Während die erste Staffel noch klassisch mit der 2D-Animation entstand, wechselte man ab der zweiten Staffel zur CGI-Animation.

### Ableger und Kinofilme
Neben der Hauptreihe wurden zwei Ableger im Chibi-Artstyle unter dem Titel Pastel Life und BanG Dream! Girls Band Party! ☆ PICO produziert. Die Serien liefen ab Mai bzw. Juli 2018. Letzteres Spin-Off erhielt 2020 eine zweite Staffel sowie 2021 und 2022 zwei weitere kurze Ableger. 2020 kam die Serie Argonavis from BanG Dream! heraus, die sich bald vom Franchise emanzipieren sollte. Im Jahr 2023 startete BanG Dream! It's MyGo!!!!!, das 2025 mit BanG Dream! Ave Mujica eine Fortsetzung erhielt.
Am 13. September 2019 kam der von Sanzigen produzierte 72-minütige Kinofilm BanG Dream! Film Live in die japanischen Kinos. Regie führte Tomomi Umezu. Das Drehbuch wurde vom Franchise-Erfinder Kō Nakamura geschrieben. Das Charakterdesign sowie die Filmmusik wurde von Kazuyuki Ueda der Komponisten-Gruppierung Elements Garden entwickelt. Sämtliche Synchronsprecher der Serie wirkten am Film mit.
Am 16. März 2020 wurde mit BanG Dream! Film Live 2nd Stage ein zweiter Kinofilm angekündigt. Zwischenzeitlich wurden drei weitere Kinofilme, die sich mit den beiden Gruppen Poppin’Party und Roselia auseinandersetzen für die Jahre 2021 und 2022 bekannt gegeben.
Mitte März 2022 kündigte Bushiroad ein Anime-Projekt für den Sommer gleichen Jahres an, welches sich mit der Gruppe Morfonica auseinandersetzt, ohne dabei ein Format oder genaues Datum zu nennen.

## Synchronisation

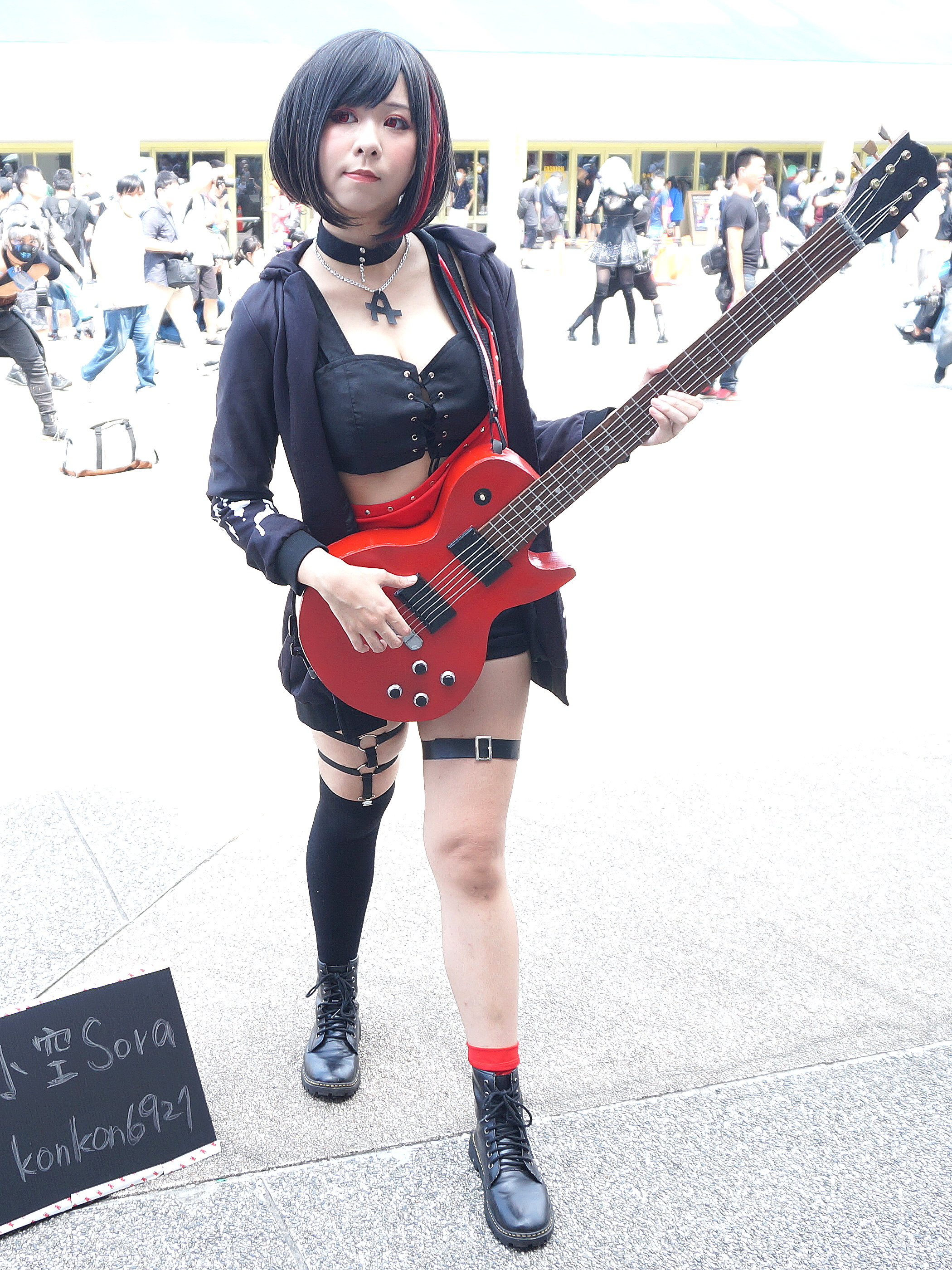
Cosplayerin Sora Chan als Ran Mitake von Afterglow, 2020.

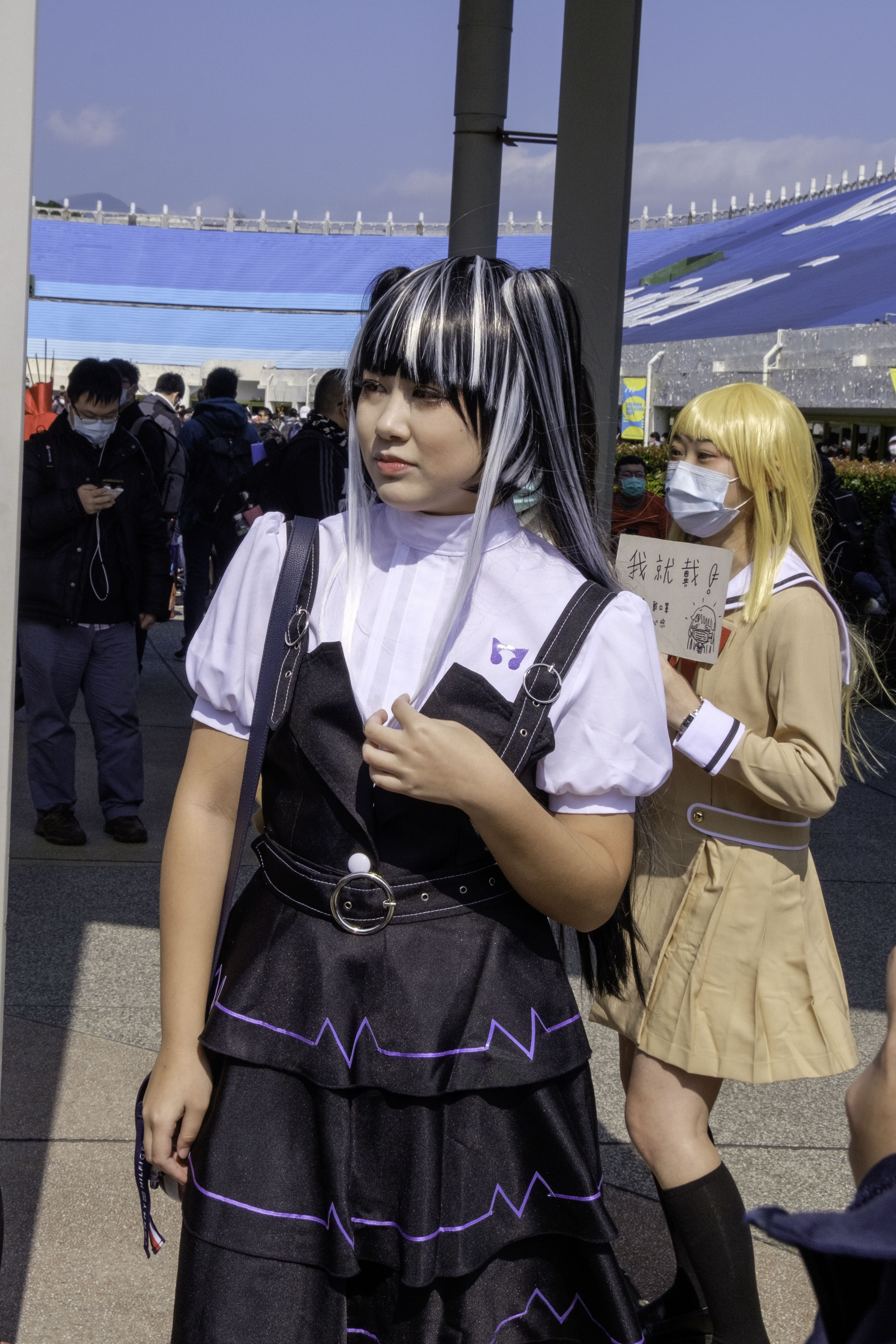
Eine Cosplayerin als PAREO von RAISE A SUILEN, 2020.

- → Hauptartikel: Figuren aus BanG Dream!

| Miteglieder von Poppin’Party       |                                      |                                                      |   |
| Kasumi Toyama                      | Sängerin, Gitarristin                | Aimi                                                 | – |
| Tae Hanazono                       | Gitarristin                          | Sae Ōtsuka                                           | – |
| Rimi Ushigome                      | Bassistin                            | Rimi Nishimoto                                       | – |
| Sāya Yamabuki                      | Schlagzeugerin                       | Ayaka Ōhashi                                         | – |
| Arisa Ishigaya                     | Keyboarderin                         | Ayasa Itō                                            | – |
| Miteglieder von Roselia            |                                      |                                                      |   |
| Yukina Minato                      | Sängerin                             | Aina Aiba                                            | – |
| Sayo Hikawa                        | Gitarristin                          | Haruka Kudō                                          | – |
| Lisa Imai                          | Bassistin                            | Yurika Endō (2017–2018) Yuki Nakashima (seit 2018)   | – |
| Ako Udagawa                        | Schlagzeugerin                       | Megu Sakuragawa                                      | – |
| Rinko Shirogane                    | Keyboarderin                         | Satomi Akesaka (2017–2018) Kanon Shizaki (seit 2018) | – |
| Miteglieder von Afterglow          |                                      |                                                      |   |
| Ran Mitake                         | Sängerin, Gitarristin                | Ayane Sakura                                         | – |
| Moca Aoba                          | Gitarristin                          | Sachika Misawa                                       | – |
| Tomoe Udagawa                      | Schlagzeugerin                       | Yōko Hikasa                                          | – |
| Himari Uehara                      | Bassistin, Bandleaderin              | Emiri Katō                                           | – |
| Tsugumi Hazawa                     | Keyboarderin                         | Hisako Kanemoto                                      | – |
| Miteglieder von Hello, Happy World |                                      |                                                      |   |
| Kokoro Tsurumaki                   | Sängerin                             | Miku Itō                                             | – |
| Kaoru Seta                         | Gitarristin                          | Asuza Tadokoro                                       | – |
| Kanon Matsubara                    | Schlagzeugerin                       | Moe Toyota                                           | – |
| Hagumi Kitazawa                    | Bassistin                            | Yuri Yoshida                                         | – |
| Misaki Okusawa                     | DJ                                   | Tomoyo Kurosawa                                      | – |
| Miteglieder von RAISE A SUILEN     |                                      |                                                      |   |
| Rei Wakana                         | Sängerin, Bassistin                  | Raychell                                             | – |
| Masuki Sato                        | Schlagzeugerin                       | Natsume                                              | – |
| Chiyu Tamade                       | Produzentin, DJ                      | Risa Tsumugi                                         | – |
| Reona Nyūbara                      | Keyboarderin                         | Reo Kurachi                                          | – |
| Rokka Asahi                        | Gitarristin                          | Riko Kohara                                          | – |
| Miteglieder von Pastel＊Palettes   |                                      |                                                      |   |
| Aya Maruyama                       | Sängerin                             | Ami Maeshima                                         | – |
| Hina Hikawa                        | Gitarristin                          | Ari Ozawa                                            | – |
| Chisato Shirasagi                  | Bassistin                            | Sumire Uesaka                                        | – |
| Maya Yamato                        | Schlagzeugerin                       | Ikumi Nakagami                                       | – |
| Eve Wakamiya                       | Keyboarderin                         | Sawako Hata                                          | – |
| Miteglieder von MyGO!!!!!          |                                      |                                                      |   |
| Tomori Takamatsu                   | Sängerin                             | Hina Yomiya                                          | – |
| Rāna Kaname                        | Gitarristin                          | Hina Aoki                                            | – |
| Anon Chihaya                       | Gitarristin                          | Rin Tateishi                                         | – |
| Soyo Nagasaki                      | Bassistin                            | Mika Kohinata                                        | – |
| Taki Shina                         | Schlagzeugerin                       | Coco Hayashi                                         | – |
| Miteglieder von Ave Mujica         |                                      |                                                      |   |
| Uika Misumi / Doloris              | Sängerin                             | Rico Sasaki                                          | – |
| Mutsumi Wakaba / Mortis            | Gitarristin                          | Yuzuki Watase                                        | – |
| Umiri Yahata / Timoris             | Bassistin                            | Mei Okada                                            | – |
| Nyamu Yūtenji / Amoris             | Schlagzeugerin                       | Akane Yonezawa                                       | – |
| Sakiko Togawa / Oblivionis         | Keyboarderin                         | Kanon Takao                                          | – |
| weitere Charaktere                 |                                      |                                                      |   |
| Shifune Tsuzuki                    | Besitzerin des Live House „Space“    | Mami Koyama                                          | – |
| Ririko Maji                        |                                      | Yuko Gibu                                            | – |
| Asuka Toyama                       | Kasumis jüngere Schwester            | Yuka Ozaki                                           | – |
| Yuri Ushigome                      | Rimis ältere Schwester               | Suzuko Mimori                                        | – |
| Hinako Junikki                     | Schlagzeugerin von Glitter☆Green     | Sora Tokui                                           | – |
| Rii Uzawa                          | Bassistin von Glitter☆Green          | Izumi Kitta                                          | – |
| Nanana Wanibe                      | Keyboarderin von Glitter☆Green       | Mikoi Sasaki                                         | – |
| Natsuki Umino                      | Sängerin und Gitarristin bei CHiSPA  | Misato Fukuen                                        | – |
| Satomi Taiko                       | Schlagzeugerin bei CHiSPA            | Saki Minami                                          | – |
| Fumika Mori                        | Bassistin bei CHiSPA                 | Madoka Asahina                                       | – |
| Mayu Kawabata                      | Keyboarderin bei CHiSPA              | Rina Honnizumi                                       | – |
| Marina Tsukishima                  | Mitarbeiterin im Live House „Circle“ | Aya Suzaki                                           | – |

## Argonavis from BanG Dream!
- → Hauptartikel: Argonavis from BanG Dream!

Während des fünften Konzerts von Poppin’Party in der Makuhari Messe Hall wurde mit Argonavis from BanG Dream! ein neues Projekt innerhalb des BanG-Dream!-Universums angekündigt, das sich auf eine männliche Zielgruppe fokussiert. Obwohl das Projekt zum Franchise gehört stellte Kidani klar, dass es keine Überkreuzung mit den weiblichen Charakteren der Reihe geben werde. Die Mitglieder der Gruppe sind fünf College-Studenten im ersten Lehrjahr. Mangaka Hikaru Miyoshi hat das Characterdesign entworfen.

## Rezeption
Die Anime-Serie erhielt anfangs überwiegend gemischte Kritiken aus der Fachpresse, allerdings erhielt der BanG Dream! mit der Zeit immer positivere Besprechungen von seinen Kritikern. Während die dreizehn Episoden umfassende erste Staffel noch mäßig bewertet wurde, erschienen sowohl die zweite als auch die dritte Staffel bei den Rezensenten in einem besseren Licht. So lobte Chris Beveridge von The Fandom Post, der bereits die ersten beiden Staffeln rezensierte, die getroffenen Vorbereitungen des Franchise für die späteren Staffeln der Serie durch die Produktion anderer Medien um der Handlung einen passenden Rahmen zu verpassen, anstatt der hastigen Erarbeitung weiterer Handlungsstränge.
Die erste Staffel war in Japan eine der meist diskutierten Serien in den sozialen Medien während der Wintersaison des Jahres 2017. Dennoch erhielt die erste Staffel mittelmäßige Kritiken, die hauptsächlich auf die Handlung der Serie zurückzuführen ist. So vergab Christopher Ferris von Anime News Network lediglich eine Bewertung von C- (nach dem US-amerikanischen Schulnotensystem) und bezeichnete die Handlung als die „geradezu hohlste Handlung in einem Anime, die er seit langem gesehen hat,“ was er am Mangel wahrer Unglücke, die die Charaktere erfahren müssen, ausmachte. Meinungen zur Animation und dem Design waren zwiegespalten: Während Ferris in seiner Kritik die Animation in seiner Gesamtheit als gut aussehend beschrieb, zeigte sich Brittany Vincent von Otaku USA – die als Vergleich Love Live! heranzog – weniger beeindruckt und befand das insbesondere die Animation nicht sonderlich gut gelungen sei. Sie lobte das Herzblut, welches in die Show gelegt wurde, befand aber, dass es „eine bessere und inspirierendere Auswahl“ an Musik-Anime gebe. Beveridge zeigte sein Gefallen am Realismus der Charaktere, wobei er die Meinungen des Zuschauers über die Charaktere das Zünglein an der Wege, die über Erfolg oder Scheitern der Serie, entscheiden. Er befand den Anime als solide Show, die an viele andere Girlgroup-Anime erinnere. Takaaki Kidani, Schöpfer des Franchise und Gründer von Bushiroad gab 2018 in einem Interview mit dem Magazin Real Sound preis, dass er aufgrund der wenig begeisterten Rezeption bei den japanischen Zuschauern seine Investitionen auf die Bewerbung des Spiels Girls Band Party! verlagern musste.
Unter den westlichen Rezensenten wurde die zweite Staffel als eine Verbesserung in Sachen Handlung und Animation betrachtet. So listete Julia Lee in ihrem Artikel für Polygon die zweite Staffel des Anime als eine von sechs Serien, die man in diesem Winter gesehen haben muss. Dies begründete sie mit der Hervorhebung neuer Bands und den Einsatz von CGI-Animationen, ohne dabei den künstlerischen Stil, den die erste Staffel ihrer Meinung nach ausgemacht hat, zu verlieren. Farris, der bereits die erste Staffel rezensierte, stellte die Inklusion neuer Charaktere ohne große Vorstellung infrage und schrieb, „dass es für diejenigen, die mit dem Handyspiel nicht vertraut sind, ein zusammenhangloser Übergang“ sei. Nichtsdestotrotz lobte er die emotionale Wirkung und die größere Breite an Musikstücken in der Serie, befand aber zeitgleich, dass die Serie noch einen weiten Weg vor sich habe, bevor sie sich als erfolgreich bezeichnen darf. Beveridge lobte die flüssige Animation und die „ansteckende Energie“ in den Stücken, merkte aber zugleich an, dass er sich nicht mit den Charakteren befasst habe. Dennoch befand er, dass man mit jeder Episode besser mit der Serie zurecht komme.
Die dritte Staffel wurde von den Kritikern überwiegend wohlwollend aufgenommen. Farris und Shawn Hacaga von The Fandom Post – letzterer besprache alle dreizehn Folgen einzeln – bewerteten die dritte Staffel positiv. Während beide die Serie als „solide auf ihre eigene Art und Weise“ beschrieben, lobte Farris vor allem die Hervorhebung der drei Hauptgruppen der Serie – Poppin’Party, Roselia und RAISE A SUILEN – und der erfolgreichen Bewerbung der Prämisse die die Serie vermitteln will. Diese Prämisse ist, dass „das ultimative Ziel die Freude in einer Band zu spielen ist“. Hacaga lobte die Charakterentwicklung der Mitglieder von RAISE A SUILEN, vor allem in den Episoden 4 und 5. Er beschrieb in diesen beiden Kritiken, dass die Serie seine Erwartungen weit übertroffen habe und bezeichnete die Charakterentwicklung während der dreizehn Episoden in seiner abschließenden Besprechung als eine absolute Freude.